# 吉野一之助
吉野 一之助（よしの かずのすけ、1902年〈明治35年〉5月19日 - 没年不明）は、日本の政治家。埼玉県会議員。

## 経歴
埼玉県北埼玉郡南河原村（現・行田市）出身。吉野貞蔵の長男。1921年に熊谷中学校を卒業する。農業を営んだ。
1926年に南河原村青年団長に就任、同村長、北埼玉郡町村会理事を歴任して、1947年に埼玉県議に当選、総務常任委員長に就任する。
傍ら1946年に元荒川支派川普通水利組合会議員に選ばれ、1950年に羽生地区署管内西部交通安全協会長に推された。

## 人物
趣味は剣道、庭球、読書。宗教は真宗。住所は埼玉県北埼玉郡南河原村。

## 家族
吉野家
- 父・貞蔵[1]
- 妻[1]
- 長女[1]
- 長男・貞雄（1923年[1] - ?、スリッパ製造[4]）
- 二男[1]